# عامل النمو المحول بيتا 2
عامل النمو المحول بيتا 2 (TGF-β2) هو من البروتينات التي تدعى السيتوكين التي تقوم بوظائف خلوية عديدة ولها دور حيوي في التخلق الجنيني، كما إنه بروتين مرتبط بالغليكوزيل خارج خلوي. كذلك يعرف عن تأثيره المثبط لأورام الخلايا التائية المعتمد على الإنترلوكين.